# Ctenotus piankai
Espèce
Ctenotus piankai est une espèce de sauriens de la famille des Scincidae.

## Répartition
Cette espèce est endémique d'Australie. Elle se rencontre en Australie-Occidentale, dans le Territoire du Nord, au Queensland et en Australie-Méridionale.

## Description
Ctenotus piankai mesure de 30 à 46 mm de longueur standard.

## Taxinomie
La sous-espèce Ctenotus piankai duricola a été élevée au rang d'espèce.

## Étymologie
Cette espèce est nommée en l'honneur d'Eric Pianka.

## Publication originale
- Storr, 1969 : The genus Ctenotus (Lacertilia: Scincidae) in the Eastern Division of Western Australia. Journal of the Royal Society of Western Australia, vol. 51, no 4, p. 97-109 (texte intégral).